# Zamarada purimargo
Zamarada purimargo là một loài bướm đêm trong họ Geometridae.